# 1849 год в истории железнодорожного транспорта
1849 год в истории железнодорожного транспорта

## Персоны

### Родились
- 29 июня Граф Серге́й Ю́льевич Ви́тте — русский государственный деятель, 14-й Министр путей сообщения Российской Империи.
- Клавдий Семёнович Немешаев — русский инженер, государственный деятель, в 1905—1906 годах министр путей сообщения.